# Kernkraftwerk Crystal River
Das stillgelegte Kernkraftwerk Crystal River bei Crystal River im Citrus County in Florida in den Vereinigten Staaten ist der dritte Block im Kraftwerkskomplex Crystal River. Block 1 und 2 sind Steinkohleblöcke, Block 3 ist der Kernreaktor und Block 4 und 5 sind Kohleblöcke. Eigentümer und Betreiber des Kernkraftwerks ist die Progress Energy Inc.

## Der Reaktor/Leistung
Das Kernkraftwerk Crystal River besteht aus einem Druckwasserreaktor von Babcock & Wilcox. Dieser hat eine elektrische Nettoleistung von 838 MW und eine Bruttoleistung von 890 MWe. Es besitzt zwei Naturzug-Nasskühltürme.

## Inbetriebnahme/Abschaltung
Der Baubeginn für den Kraftwerksblock 3 des Kraftwerkskomplexes war am 25. September 1968. Der Reaktor wurde am 14. Januar 1977 zum ersten Mal kritisch. Er wurde am 30. Januar 1977 erstmals mit dem Stromnetz synchronisiert und befand sich ab dem 13. März 1977 im kommerziellen Leistungsbetrieb. Am 5. Februar 2013 kündigte die Betreiberfirma an, den Reaktor, der bereits seit September 2009 abgeschaltet war, vollständig stilllegen und zurückbauen zu wollen. Stattdessen sollte ein Gaskraftwerk errichtet werden.

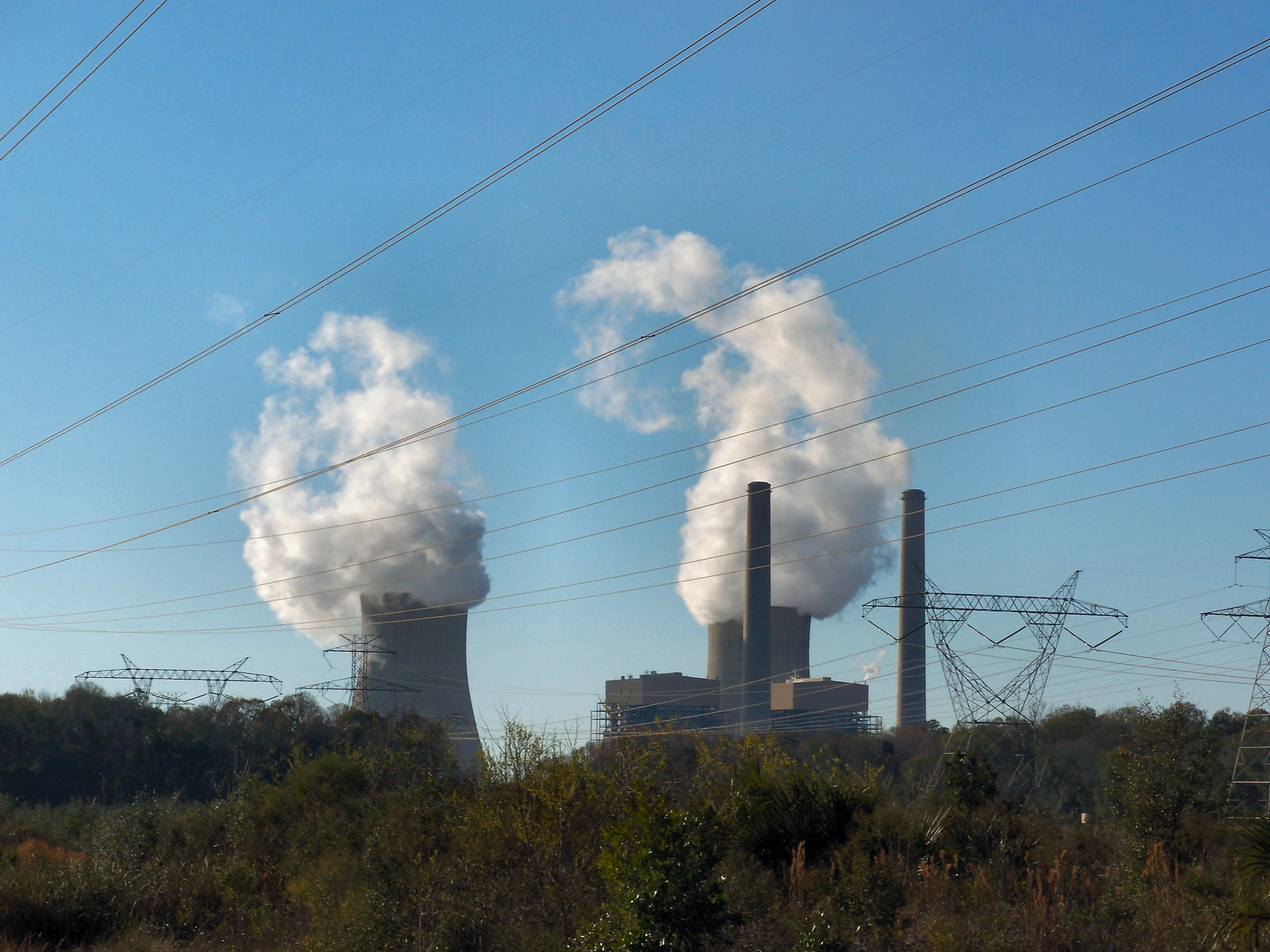
Blick auf den Kernreaktor mit seinen Kühltürmen
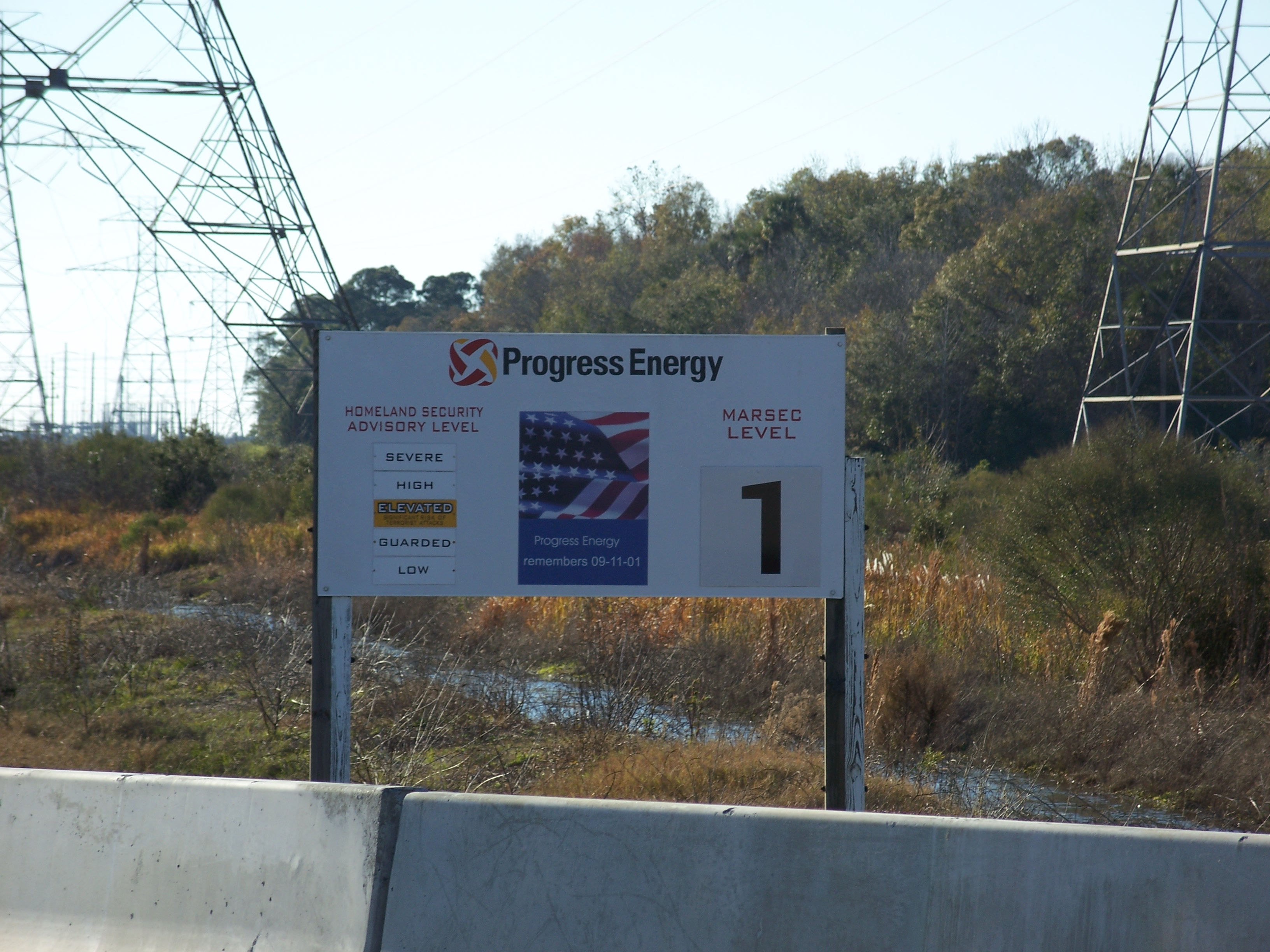
Schild an der Einfahrt des Kernkraftwerks

## Daten des Reaktorblocks
Der Kraftwerkskomplex Crystal River hat einen Reaktorblock:
| Reaktorblock    | Reaktortyp         | Netto- leistung | Brutto- leistung | Baubeginn  | Netzsyn- chronisation | Kommer- zieller Betrieb | Abschal- tung                   |
| --------------- | ------------------ | --------------- | ---------------- | ---------- | --------------------- | ----------------------- | ------------------------------- |
| Crystal River-3 | Druckwasserreaktor | 838 MW          | 890 MW           | 25.09.1968 | 30.01.1977            | 13.03.1977              | 05.02.2013, de facto 30.09.2009 |